# Saison 1993 des Expos de Montréal
La Saison 1993 des Expos de Montréal était la 25e de la franchise dans la Ligue majeure de baseball. Les Expos ont terminé en 2e place de la division Est de la Ligue nationale avec 94 victoires contre 68 défaites.

## Classement
| Ligue nationale (Division Est) | V  | D   | %    | GB |
| ------------------------------ | -- | --- | ---- | -- |
| Phillies de Philadelphie       | 97 | 65  | ,599 | —  |
| Expos de Montréal              | 94 | 68  | ,580 | 3  |
| Cardinals de Saint-Louis       | 87 | 75  | ,537 | 10 |
| Cubs de Chicago                | 84 | 78  | ,519 | 13 |
| Pirates de Pittsburgh          | 75 | 87  | ,463 | 22 |
| Marlins de la Floride          | 64 | 98  | ,395 | 33 |
| Mets de New York               | 59 | 103 | ,364 | 38 |